# Операција Фортуна: Превара века
Операција Фортуна: Превара века (енгл. Operation Fortune: Ruse de Guerre) је америчка акциона комедија из 2023. године у режији Гаја Ричија. Главне улоге тумаче Џејсон Стејтам, Обри Плаза, Џош Хартнет, Кери Елвес, Bugzy Malone и Хју Грант.
Приказан је 12. јануара 2023. године у Сједињеним Америчким Државама, односно 5. јануара исте године у Србији.

## Радња
Супершпијун Орсон мора да пронађе и заустави продају нове убитачне технологије коју продаје милијардерски кријумчар оружја Грег Симондс. Невољно, удружен са екипом најбољих оперативаца на свету, Орсон и његова екипа регрутују највећу холивудску филмску звезду Денија Франческа да им помогне у њиховој мисији спашавања света.

## Улоге
| Глумац          | Улога          |
| --------------- | -------------- |
| Џејсон Стејтам  | Орсон Фортјун  |
| Обри Плаза      | Сара Фидел     |
| Џош Хартнет     | Дени Франческо |
| Кери Елвес      | Нејтан Џасмин  |
|                 | Џеј-Џеј        |
| Хју Грант       | Грег Симондс   |
| Лурдес Фабрерас | Емилија        |
| Макс Бисли      | Бен Харис      |
| Еди Марсан      | Најтон         |
| Кан Урганџиоглу | Каса           |